# Monument a José Pedro Varela
El monument a José Pedro Varela està situat a Montevideo (Uruguai). És un homenatge al reformador de l'educació a l'escola pública uruguaiana. Va ser dissenyat per l'escultor català Miquel Blay (1866-1914) i inaugurat el 14 de desembre de 1918.
Està situat a Bulevar Artigas entre l'avinguda Brasil i carrer Canelones, dins de la plaça José Pedro Varela a Montevideo (Uruguai), en una zona cèntrica de fàcil accés per la quantitat d'autobusos que circulen allí.
Es tracta d'una escultura realitzada en marbre i bronze. Comprèn una gran columna amb l'escut nacional en la seva part superior i, sota, un grup escultòric de marbre, on sobresurt l'estàtua en bronze de José Pedro Varela assegut, amb un llapis i un llibre a les mans.
El grup escultòric és una al·legoria al procés educatiu emparat per la legislació que afavoreix la igualtat entre els homes.
Sota aquesta escultura es troba una placa feta en bronze amb la llegenda “A José Pedro Varela 1845 – 1879″.
L'execució de l'obra escultòrica de Blay va ser a càrrec dels Tallers Bechini, com moltes altres obres del mateix artista.
En el monument apareix la inscripció:
| « | (castellà) Este monumento erigido por suscripción popular con la contribución del Estado. Decretado por Ley de 19 de junio de 1909 y el concurso de la Municipalidad de Montevideo, fue inaugurado en el año 1918 siendo Presidente de la República el Dr Feliciano Viera. | (català) Aquest monument erigit per subscripció popular amb la contribució de l'Estat. Decretat per Llei de 19 de juny de 1909 i el concurs de la Municipalitat de Montevideo, va ser inaugurat l'any 1918 sent President de la República el Dr Feliciano Viera. | » |